# ATP Challenger Boston
Der ATP Challenger Boston (offiziell: USTA Challenger of Boston) war ein Tennisturnier, das 2005 einmal in Sudbury, bei Boston stattfand. Es gehörte zur ATP Challenger Tour und wurde in der Halle auf Hartplatz gespielt.

## Liste der Sieger

### Einzel
| Jahr | Sieger         | Finalgegner    | Ergebnis      |
| ---- | -------------- | -------------- | ------------- |
| 2005 | Paul Goldstein | Frank Dancevic | 5:7, 7:5, 6:3 |

### Doppel
| Jahr | Sieger                 | Finalgegner                  | Ergebnis |
| ---- | ---------------------- | ---------------------------- | -------- |
| 2005 | Ramón Delgado André Sá | Harsh Mankad Jeremy Wurtzman | 6:3, 6:2 |